# París-Niza 2017
La 75.ª edición de la París-Niza, fue una carrera de ciclismo en ruta por etapas que se celebró entre el 5 y el 12 de marzo de 2017 en Francia.
Dispuso de ocho etapas para un recorrido total de 1229,5 kilómetros.
La carrera hizo parte del UCI WorldTour 2017, calendario ciclístico de máximo nivel mundial, siendo la sexta carrera de dicho circuito.
La carrera fue ganada por el corredor colombiano Sergio Luis Henao del equipo Team Sky, quien en un épico final ganó por dos segundos la carrera ante el ataque sin tregua del español Alberto Contador (Trek-Segafredo) lanzado en busca del triunfo final, Alberto fue líder virtual durante muchos minutos, quién a falta de más de 50 km a la meta lanzó un ataque demoledor, pero en la raya final no le alcanzó el tiempo y finaliza en segundo lugar, y en tercer lugar Daniel Martin (Quick-Step Floors).

## Equipos participantes
| WorldTeams (18)- AG2R La Mondiale - Astana - BMC Racing Team - Bora-Hansgrohe - Cannondale-Drapac - Dimension Data - FDJ - Katusha-Alpecin - Lotto-Soudal - Movistar Team - Orica-Scott - Quick-Step Floors - Sky - Team Sunweb - Bahrain-Merida - Trek-Segafredo - Lotto NL-Jumbo - UAE Team Emirates Equipos continentales profesionales (4)- Cofidis, Solutions Crédits - Delko Marseille Provence KTM - Direct Énergie - Fortuneo-Vital Concept |
| |

## Etapas
| Etapa     | Fecha     | Recorrido                              | type                    | Distancia (km) | Ganador            | Líder              |
| --------- | --------- | -------------------------------------- | ----------------------- | -------------- | ------------------ | ------------------ |
| 1.ª etapa | 5 de mar  | Bois-d'Arcy – Bois-d'Arcy              | etapa escarpada         | 148,5          | Arnaud Démare      | Arnaud Démare      |
| 2.ª etapa | 6 de mar  | Rochefort-en-Yvelines – Amilly         | etapa llana             | 192,5          | Sonny Colbrelli    | Arnaud Démare      |
| 3.ª etapa | 7 de mar  | Chablis – Chalon-sur-Saône             | etapa escarpada         | 190            | Sam Bennett        | Arnaud Démare      |
| 4.ª etapa | 8 de mar  | Beaujeu – Mont Brouilly                | contrarreloj individual | 14,5           | Julian Alaphilippe | Julian Alaphilippe |
| 5.ª etapa | 9 de mar  | Quincié-en-Beaujolais – Bourg-de-Péage | etapa llana             | 199,5          | André Greipel      | Julian Alaphilippe |
| 6.ª etapa | 10 de mar | Aubagne – Fayence                      | etapa de media montaña  | 192            | Simon Yates        | Julian Alaphilippe |
| 7.ª etapa | 11 de mar | Niza – Col de la Couillole             | etapa de montaña        | 177            | Richie Porte       | Sergio Luis Henao  |
| 8.ª etapa | 12 de mar | Niza – Niza                            | etapa de media montaña  | 115,5          | David de la Cruz   | Sergio Luis Henao  |

## Desarrollo de la carrera

### 1.ª etapa
| Bois-d'Arcy - Bois-d'Arcy | etapa escarpada | (148,5 km) |

| \| Clasificación de la etapa \| Clasificación de la etapa \| Clasificación de la etapa \| Clasificación de la etapa \| Clasificación de la etapa \| \| Ciclista \| Ciclista \| Equipo \| Tiempo \| \| \| ------------------------- \| ------------------------- \| ------------------------- \| ------------------------- \| ------------------------- \| \| 1.º \| Arnaud Démare \| FDJ \| 3 h 22 min 43 s \| \| \| 2.º \| Julian Alaphilippe \| Quick-Step Floors \| + 0 s \| \| \| 3.º \| Alexander Kristoff \| Katusha-Alpecin \| + 9 s \| \| \| 4.º \| Philippe Gilbert \| Quick-Step Floors \| + 9 s \| \| \| 5.º \| Romain Hardy \| Fortuneo-Vital Concept \| + 9 s \| \| \| 6.º \| Daniel Martin \| Quick-Step Floors \| + 9 s \| \| \| 7.º \| Tony Gallopin \| Lotto-Soudal \| + 9 s \| \| \| 8.º \| Marco Haller \| Katusha-Alpecin \| + 9 s \| \| \| 9.º \| Sergio Luis Henao \| Team Sky \| + 9 s \| \| \| 10.º \| Rudy Molard \| FDJ \| + 9 s \| \| |                    |                        |                 |
| |                    |                        |                 |
| |                    |                        |                 |
| Clasificación de la etapa |                    |                        |                 |
| Ciclista | Ciclista           | Equipo                 | Tiempo          |
| 1.º | Arnaud Démare      | FDJ                    | 3 h 22 min 43 s |
| 2.º | Julian Alaphilippe | Quick-Step Floors      | + 0 s           |
| 3.º | Alexander Kristoff | Katusha-Alpecin        | + 9 s           |
| 4.º | Philippe Gilbert   | Quick-Step Floors      | + 9 s           |
| 5.º | Romain Hardy       | Fortuneo-Vital Concept | + 9 s           |
| 6.º | Daniel Martin      | Quick-Step Floors      | + 9 s           |
| 7.º | Tony Gallopin      | Lotto-Soudal           | + 9 s           |
| 8.º | Marco Haller       | Katusha-Alpecin        | + 9 s           |
| 9.º | Sergio Luis Henao  | Team Sky               | + 9 s           |
| 10.º | Rudy Molard        | FDJ                    | + 9 s           |

| \| Clasificación general \| Clasificación general \| Clasificación general \| Clasificación general \| Clasificación general \| \| Ciclista \| Ciclista \| Equipo \| Tiempo \| \| \| --------------------- \| --------------------- \| ---------------------- \| --------------------- \| --------------------- \| \| 1.º \| Arnaud Démare \| FDJ \| 3 h 22 min 33 s \| \| \| 2.º \| Julian Alaphilippe \| Quick-Step Floors \| + 4 s \| \| \| 3.º \| Alexander Kristoff \| Katusha-Alpecin \| + 15 s \| \| \| 4.º \| Philippe Gilbert \| Quick-Step Floors \| + 16 s \| \| \| 5.º \| Tony Gallopin \| Lotto-Soudal \| + 17 s \| \| \| 6.º \| Romain Hardy \| Fortuneo-Vital Concept \| + 18 s \| \| \| 7.º \| Daniel Martin \| Quick-Step Floors \| + 19 s \| \| \| 8.º \| Marco Haller \| Katusha-Alpecin \| + 19 s \| \| \| 9.º \| Sergio Luis Henao \| Team Sky \| + 19 s \| \| \| 10.º \| Rudy Molard \| FDJ \| + 19 s \| \| |                    |                        |                 |
| |                    |                        |                 |
| |                    |                        |                 |
| Clasificación general |                    |                        |                 |
| Ciclista | Ciclista           | Equipo                 | Tiempo          |
| 1.º | Arnaud Démare      | FDJ                    | 3 h 22 min 33 s |
| 2.º | Julian Alaphilippe | Quick-Step Floors      | + 4 s           |
| 3.º | Alexander Kristoff | Katusha-Alpecin        | + 15 s          |
| 4.º | Philippe Gilbert   | Quick-Step Floors      | + 16 s          |
| 5.º | Tony Gallopin      | Lotto-Soudal           | + 17 s          |
| 6.º | Romain Hardy       | Fortuneo-Vital Concept | + 18 s          |
| 7.º | Daniel Martin      | Quick-Step Floors      | + 19 s          |
| 8.º | Marco Haller       | Katusha-Alpecin        | + 19 s          |
| 9.º | Sergio Luis Henao  | Team Sky               | + 19 s          |
| 10.º | Rudy Molard        | FDJ                    | + 19 s          |

### 2.ª etapa
| Rochefort-en-Yvelines - Amilly | etapa llana | (192,5 km) |

| \| Clasificación de la etapa \| Clasificación de la etapa \| Clasificación de la etapa \| Clasificación de la etapa \| Clasificación de la etapa \| \| Ciclista \| Ciclista \| Equipo \| Tiempo \| \| \| ------------------------- \| ------------------------- \| ---------------------------- \| ------------------------- \| ------------------------- \| \| 1.º \| Sonny Colbrelli \| Bahrain-Merida \| 4 h 20 min 59 s \| \| \| 2.º \| John Degenkolb \| Trek-Segafredo \| + 0 s \| \| \| 3.º \| Arnaud Démare \| FDJ \| + 0 s \| \| \| 4.º \| Dylan Groenewegen \| LottoNL-Jumbo \| + 0 s \| \| \| 5.º \| Christophe Laporte \| Cofidis, Solutions Crédits \| + 0 s \| \| \| 6.º \| Matti Breschel \| Astana \| + 0 s \| \| \| 7.º \| Oliver Naesen \| AG2R La Mondiale \| + 0 s \| \| \| 8.º \| André Greipel \| Lotto-Soudal \| + 0 s \| \| \| 9.º \| Alexander Kristoff \| Katusha-Alpecin \| + 0 s \| \| \| 10.º \| Evaldas Šiškevicius \| Delko-Marseille Provence-KTM \| + 0 s \| \| |                     |                              |                 |
| |                     |                              |                 |
| |                     |                              |                 |
| Clasificación de la etapa |                     |                              |                 |
| Ciclista | Ciclista            | Equipo                       | Tiempo          |
| 1.º | Sonny Colbrelli     | Bahrain-Merida               | 4 h 20 min 59 s |
| 2.º | John Degenkolb      | Trek-Segafredo               | + 0 s           |
| 3.º | Arnaud Démare       | FDJ                          | + 0 s           |
| 4.º | Dylan Groenewegen   | LottoNL-Jumbo                | + 0 s           |
| 5.º | Christophe Laporte  | Cofidis, Solutions Crédits   | + 0 s           |
| 6.º | Matti Breschel      | Astana                       | + 0 s           |
| 7.º | Oliver Naesen       | AG2R La Mondiale             | + 0 s           |
| 8.º | André Greipel       | Lotto-Soudal                 | + 0 s           |
| 9.º | Alexander Kristoff  | Katusha-Alpecin              | + 0 s           |
| 10.º | Evaldas Šiškevicius | Delko-Marseille Provence-KTM | + 0 s           |

| \| Clasificación general \| Clasificación general \| Clasificación general \| Clasificación general \| Clasificación general \| \| Ciclista \| Ciclista \| Equipo \| Tiempo \| \| \| --------------------- \| --------------------- \| ---------------------- \| --------------------- \| --------------------- \| \| 1.º \| Arnaud Démare \| FDJ \| 7 h 43 min 28 s \| \| \| 2.º \| Julian Alaphilippe \| Quick-Step Floors \| + 6 s \| \| \| 3.º \| Philippe Gilbert \| Quick-Step Floors \| + 17 s \| \| \| 4.º \| Alexander Kristoff \| Katusha-Alpecin \| + 19 s \| \| \| 5.º \| Tony Gallopin \| Lotto-Soudal \| + 19 s \| \| \| 6.º \| Romain Hardy \| Fortuneo-Vital Concept \| + 21 s \| \| \| 7.º \| Daniel Martin \| Quick-Step Floors \| + 23 s \| \| \| 8.º \| Sergio Luis Henao \| Team Sky \| + 23 s \| \| \| 9.º \| Rudy Molard \| FDJ \| + 23 s \| \| \| 10.º \| Kristjan Koren \| Cannondale-Drapac \| + 31 s \| \| |                    |                        |                 |
| |                    |                        |                 |
| |                    |                        |                 |
| Clasificación general |                    |                        |                 |
| Ciclista | Ciclista           | Equipo                 | Tiempo          |
| 1.º | Arnaud Démare      | FDJ                    | 7 h 43 min 28 s |
| 2.º | Julian Alaphilippe | Quick-Step Floors      | + 6 s           |
| 3.º | Philippe Gilbert   | Quick-Step Floors      | + 17 s          |
| 4.º | Alexander Kristoff | Katusha-Alpecin        | + 19 s          |
| 5.º | Tony Gallopin      | Lotto-Soudal           | + 19 s          |
| 6.º | Romain Hardy       | Fortuneo-Vital Concept | + 21 s          |
| 7.º | Daniel Martin      | Quick-Step Floors      | + 23 s          |
| 8.º | Sergio Luis Henao  | Team Sky               | + 23 s          |
| 9.º | Rudy Molard        | FDJ                    | + 23 s          |
| 10.º | Kristjan Koren     | Cannondale-Drapac      | + 31 s          |

### 3.ª etapa
| Chablis - Chalon-sur-Saône | etapa escarpada | (190 km) |

| \| Clasificación de la etapa \| Clasificación de la etapa \| Clasificación de la etapa \| Clasificación de la etapa \| Clasificación de la etapa \| \| Ciclista \| Ciclista \| Equipo \| Tiempo \| \| \| ------------------------- \| ------------------------- \| -------------------------- \| ------------------------- \| ------------------------- \| \| 1.º \| Sam Bennett \| Bora-Hansgrohe \| 4 h 31 min 14 s \| \| \| 2.º \| Alexander Kristoff \| Katusha-Alpecin \| + 0 s \| \| \| 3.º \| John Degenkolb \| Trek-Segafredo \| + 0 s \| \| \| 4.º \| Marcel Kittel \| Quick-Step Floors \| + 0 s \| \| \| 5.º \| Michael Matthews \| Team Sunweb \| + 0 s \| \| \| 6.º \| Arnaud Démare \| FDJ \| + 0 s \| \| \| 7.º \| André Greipel \| Lotto-Soudal \| + 0 s \| \| \| 8.º \| Christophe Laporte \| Cofidis, Solutions Crédits \| + 0 s \| \| \| 9.º \| Kristian Sbaragli \| Dimension Data \| + 0 s \| \| \| 10.º \| Magnus Cort \| Orica-Scott \| + 0 s \| \| |                    |                            |                 |
| |                    |                            |                 |
| |                    |                            |                 |
| Clasificación de la etapa |                    |                            |                 |
| Ciclista | Ciclista           | Equipo                     | Tiempo          |
| 1.º | Sam Bennett        | Bora-Hansgrohe             | 4 h 31 min 14 s |
| 2.º | Alexander Kristoff | Katusha-Alpecin            | + 0 s           |
| 3.º | John Degenkolb     | Trek-Segafredo             | + 0 s           |
| 4.º | Marcel Kittel      | Quick-Step Floors          | + 0 s           |
| 5.º | Michael Matthews   | Team Sunweb                | + 0 s           |
| 6.º | Arnaud Démare      | FDJ                        | + 0 s           |
| 7.º | André Greipel      | Lotto-Soudal               | + 0 s           |
| 8.º | Christophe Laporte | Cofidis, Solutions Crédits | + 0 s           |
| 9.º | Kristian Sbaragli  | Dimension Data             | + 0 s           |
| 10.º | Magnus Cort        | Orica-Scott                | + 0 s           |

| \| Clasificación general \| Clasificación general \| Clasificación general \| Clasificación general \| Clasificación general \| \| Ciclista \| Ciclista \| Equipo \| Tiempo \| \| \| --------------------- \| --------------------- \| ---------------------- \| --------------------- \| --------------------- \| \| 1.º \| Arnaud Démare \| FDJ \| 12 h 14 min 42 s \| \| \| 2.º \| Julian Alaphilippe \| Quick-Step Floors \| + 6 s \| \| \| 3.º \| Alexander Kristoff \| Katusha-Alpecin \| + 13 s \| \| \| 4.º \| Philippe Gilbert \| Quick-Step Floors \| + 17 s \| \| \| 5.º \| Tony Gallopin \| Lotto-Soudal \| + 19 s \| \| \| 6.º \| Romain Hardy \| Fortuneo-Vital Concept \| + 21 s \| \| \| 7.º \| Sergio Luis Henao \| Team Sky \| + 23 s \| \| \| 8.º \| Rudy Molard \| FDJ \| + 23 s \| \| \| 9.º \| Daniel Martin \| Quick-Step Floors \| + 23 s \| \| \| 10.º \| Kristjan Koren \| Cannondale-Drapac \| + 31 s \| \| |                    |                        |                  |
| |                    |                        |                  |
| |                    |                        |                  |
| Clasificación general |                    |                        |                  |
| Ciclista | Ciclista           | Equipo                 | Tiempo           |
| 1.º | Arnaud Démare      | FDJ                    | 12 h 14 min 42 s |
| 2.º | Julian Alaphilippe | Quick-Step Floors      | + 6 s            |
| 3.º | Alexander Kristoff | Katusha-Alpecin        | + 13 s           |
| 4.º | Philippe Gilbert   | Quick-Step Floors      | + 17 s           |
| 5.º | Tony Gallopin      | Lotto-Soudal           | + 19 s           |
| 6.º | Romain Hardy       | Fortuneo-Vital Concept | + 21 s           |
| 7.º | Sergio Luis Henao  | Team Sky               | + 23 s           |
| 8.º | Rudy Molard        | FDJ                    | + 23 s           |
| 9.º | Daniel Martin      | Quick-Step Floors      | + 23 s           |
| 10.º | Kristjan Koren     | Cannondale-Drapac      | + 31 s           |

### 4.ª etapa
| Beaujeu - Mont Brouilly | contrarreloj individual | (14,5 km) |

| \| Clasificación de la etapa \| Clasificación de la etapa \| Clasificación de la etapa \| Clasificación de la etapa \| Clasificación de la etapa \| \| Ciclista \| Ciclista \| Equipo \| Tiempo \| \| \| ------------------------- \| ------------------------- \| ------------------------- \| ------------------------- \| ------------------------- \| \| 1.º \| Julian Alaphilippe \| Quick-Step Floors \| 21 min 39 s \| \| \| 2.º \| Alberto Contador \| Trek-Segafredo \| + 19 s \| \| \| 3.º \| Tony Gallopin \| Lotto-Soudal \| + 20 s \| \| \| 4.º \| Gorka Izagirre \| Movistar Team \| + 20 s \| \| \| 5.º \| Ilnur Zakarin \| Katusha-Alpecin \| + 33 s \| \| \| 6.º \| David de la Cruz \| Quick-Step Floors \| + 45 s \| \| \| 7.º \| Michael Matthews \| Team Sunweb \| + 47 s \| \| \| 8.º \| Sergio Luis Henao \| Team Sky \| + 48 s \| \| \| 9.º \| Ion Izagirre \| Bahrain-Merida \| + 49 s \| \| \| 10.º \| Richie Porte \| BMC Racing Team \| + 50 s \| \| |                    |                   |             |
| |                    |                   |             |
| |                    |                   |             |
| Clasificación de la etapa |                    |                   |             |
| Ciclista | Ciclista           | Equipo            | Tiempo      |
| 1.º | Julian Alaphilippe | Quick-Step Floors | 21 min 39 s |
| 2.º | Alberto Contador   | Trek-Segafredo    | + 19 s      |
| 3.º | Tony Gallopin      | Lotto-Soudal      | + 20 s      |
| 4.º | Gorka Izagirre     | Movistar Team     | + 20 s      |
| 5.º | Ilnur Zakarin      | Katusha-Alpecin   | + 33 s      |
| 6.º | David de la Cruz   | Quick-Step Floors | + 45 s      |
| 7.º | Michael Matthews   | Team Sunweb       | + 47 s      |
| 8.º | Sergio Luis Henao  | Team Sky          | + 48 s      |
| 9.º | Ion Izagirre       | Bahrain-Merida    | + 49 s      |
| 10.º | Richie Porte       | BMC Racing Team   | + 50 s      |

| \| Clasificación general \| Clasificación general \| Clasificación general \| Clasificación general \| Clasificación general \| \| Ciclista \| Ciclista \| Equipo \| Tiempo \| \| \| --------------------- \| --------------------- \| --------------------- \| --------------------- \| --------------------- \| \| 1.º \| Julian Alaphilippe \| Quick-Step Floors \| 12 h 36 min 27 s \| \| \| 2.º \| Tony Gallopin \| Lotto-Soudal \| + 33 s \| \| \| 3.º \| Gorka Izagirre \| Movistar Team \| + 47 s \| \| \| 4.º \| Sergio Luis Henao \| Team Sky \| + 1 min 05 s \| \| \| 5.º \| Daniel Martin \| Quick-Step Floors \| + 1 min 20 s \| \| \| 6.º \| Philippe Gilbert \| Quick-Step Floors \| + 1 min 24 s \| \| \| 7.º \| Ilnur Zakarin \| Katusha-Alpecin \| + 1 min 28 s \| \| \| 8.º \| Alberto Contador \| Trek-Segafredo \| + 1 min 31 s \| \| \| 9.º \| Rudy Molard \| FDJ \| + 1 min 32 s \| \| \| 10.º \| Arnaud Démare \| FDJ \| + 1 min 35 s \| \| |                    |                   |                  |
| |                    |                   |                  |
| |                    |                   |                  |
| Clasificación general |                    |                   |                  |
| Ciclista | Ciclista           | Equipo            | Tiempo           |
| 1.º | Julian Alaphilippe | Quick-Step Floors | 12 h 36 min 27 s |
| 2.º | Tony Gallopin      | Lotto-Soudal      | + 33 s           |
| 3.º | Gorka Izagirre     | Movistar Team     | + 47 s           |
| 4.º | Sergio Luis Henao  | Team Sky          | + 1 min 05 s     |
| 5.º | Daniel Martin      | Quick-Step Floors | + 1 min 20 s     |
| 6.º | Philippe Gilbert   | Quick-Step Floors | + 1 min 24 s     |
| 7.º | Ilnur Zakarin      | Katusha-Alpecin   | + 1 min 28 s     |
| 8.º | Alberto Contador   | Trek-Segafredo    | + 1 min 31 s     |
| 9.º | Rudy Molard        | FDJ               | + 1 min 32 s     |
| 10.º | Arnaud Démare      | FDJ               | + 1 min 35 s     |

### 5.ª etapa
| Quincié-en-Beaujolais - Bourg-de-Péage | etapa llana | (199,5 km) |

| \| Clasificación de la etapa \| Clasificación de la etapa \| Clasificación de la etapa \| Clasificación de la etapa \| Clasificación de la etapa \| \| Ciclista \| Ciclista \| Equipo \| Tiempo \| \| \| ------------------------- \| ------------------------- \| ------------------------- \| ------------------------- \| ------------------------- \| \| 1.º \| André Greipel \| Lotto-Soudal \| 4 h 43 min 35 s \| \| \| 2.º \| Arnaud Démare \| FDJ \| + 0 s \| \| \| 3.º \| Dylan Groenewegen \| LottoNL-Jumbo \| + 0 s \| \| \| 4.º \| Michael Matthews \| Team Sunweb \| + 0 s \| \| \| 5.º \| John Degenkolb \| Trek-Segafredo \| + 0 s \| \| \| 6.º \| Magnus Cort \| Orica-Scott \| + 0 s \| \| \| 7.º \| Marcel Kittel \| Quick-Step Floors \| + 0 s \| \| \| 8.º \| Bryan Coquard \| Direct Énergie \| + 0 s \| \| \| 9.º \| Sonny Colbrelli \| Bahrain-Merida \| + 0 s \| \| \| 10.º \| Sam Bennett \| Bora-Hansgrohe \| + 0 s \| \| |                   |                   |                 |
| |                   |                   |                 |
| |                   |                   |                 |
| Clasificación de la etapa |                   |                   |                 |
| Ciclista | Ciclista          | Equipo            | Tiempo          |
| 1.º | André Greipel     | Lotto-Soudal      | 4 h 43 min 35 s |
| 2.º | Arnaud Démare     | FDJ               | + 0 s           |
| 3.º | Dylan Groenewegen | LottoNL-Jumbo     | + 0 s           |
| 4.º | Michael Matthews  | Team Sunweb       | + 0 s           |
| 5.º | John Degenkolb    | Trek-Segafredo    | + 0 s           |
| 6.º | Magnus Cort       | Orica-Scott       | + 0 s           |
| 7.º | Marcel Kittel     | Quick-Step Floors | + 0 s           |
| 8.º | Bryan Coquard     | Direct Énergie    | + 0 s           |
| 9.º | Sonny Colbrelli   | Bahrain-Merida    | + 0 s           |
| 10.º | Sam Bennett       | Bora-Hansgrohe    | + 0 s           |

| \| Clasificación general \| Clasificación general \| Clasificación general \| Clasificación general \| Clasificación general \| \| Ciclista \| Ciclista \| Equipo \| Tiempo \| \| \| --------------------- \| --------------------- \| --------------------- \| --------------------- \| --------------------- \| \| 1.º \| Julian Alaphilippe \| Quick-Step Floors \| 17 h 20 min 02 s \| \| \| 2.º \| Tony Gallopin \| Lotto-Soudal \| + 33 s \| \| \| 3.º \| Gorka Izagirre \| Movistar Team \| + 47 s \| \| \| 4.º \| Sergio Luis Henao \| Team Sky \| + 1 min 05 s \| \| \| 5.º \| Daniel Martin \| Quick-Step Floors \| + 1 min 20 s \| \| \| 6.º \| Philippe Gilbert \| Quick-Step Floors \| + 1 min 24 s \| \| \| 7.º \| Ilnur Zakarin \| Katusha-Alpecin \| + 1 min 28 s \| \| \| 8.º \| Arnaud Démare \| FDJ \| + 1 min 29 s \| \| \| 9.º \| Alberto Contador \| Trek-Segafredo \| + 1 min 31 s \| \| \| 10.º \| Rudy Molard \| FDJ \| + 1 min 32 s \| \| |                    |                   |                  |
| |                    |                   |                  |
| |                    |                   |                  |
| Clasificación general |                    |                   |                  |
| Ciclista | Ciclista           | Equipo            | Tiempo           |
| 1.º | Julian Alaphilippe | Quick-Step Floors | 17 h 20 min 02 s |
| 2.º | Tony Gallopin      | Lotto-Soudal      | + 33 s           |
| 3.º | Gorka Izagirre     | Movistar Team     | + 47 s           |
| 4.º | Sergio Luis Henao  | Team Sky          | + 1 min 05 s     |
| 5.º | Daniel Martin      | Quick-Step Floors | + 1 min 20 s     |
| 6.º | Philippe Gilbert   | Quick-Step Floors | + 1 min 24 s     |
| 7.º | Ilnur Zakarin      | Katusha-Alpecin   | + 1 min 28 s     |
| 8.º | Arnaud Démare      | FDJ               | + 1 min 29 s     |
| 9.º | Alberto Contador   | Trek-Segafredo    | + 1 min 31 s     |
| 10.º | Rudy Molard        | FDJ               | + 1 min 32 s     |

### 6.ª etapa
| Aubagne - Fayence | etapa de media montaña | (192 km) |

| \| Clasificación de la etapa \| Clasificación de la etapa \| Clasificación de la etapa \| Clasificación de la etapa \| Clasificación de la etapa \| \| Ciclista \| Ciclista \| Equipo \| Tiempo \| \| \| ------------------------- \| ------------------------- \| ------------------------- \| ------------------------- \| ------------------------- \| \| 1.º \| Simon Yates \| Orica-Scott \| 4 h 37 min 51 s \| \| \| 2.º \| Sergio Luis Henao \| Team Sky \| + 17 s \| \| \| 3.º \| Richie Porte \| BMC Racing Team \| + 26 s \| \| \| 4.º \| Julian Alaphilippe \| Quick-Step Floors \| + 29 s \| \| \| 5.º \| Daniel Martin \| Quick-Step Floors \| + 29 s \| \| \| 6.º \| Ion Izagirre \| Bahrain-Merida \| + 32 s \| \| \| 7.º \| Jakob Fuglsang \| Astana \| + 32 s \| \| \| 8.º \| Alberto Contador \| Trek-Segafredo \| + 32 s \| \| \| 9.º \| Ilnur Zakarin \| Katusha-Alpecin \| + 32 s \| \| \| 10.º \| Tony Gallopin \| Lotto-Soudal \| + 32 s \| \| |                    |                   |                 |
| |                    |                   |                 |
| |                    |                   |                 |
| Clasificación de la etapa |                    |                   |                 |
| Ciclista | Ciclista           | Equipo            | Tiempo          |
| 1.º | Simon Yates        | Orica-Scott       | 4 h 37 min 51 s |
| 2.º | Sergio Luis Henao  | Team Sky          | + 17 s          |
| 3.º | Richie Porte       | BMC Racing Team   | + 26 s          |
| 4.º | Julian Alaphilippe | Quick-Step Floors | + 29 s          |
| 5.º | Daniel Martin      | Quick-Step Floors | + 29 s          |
| 6.º | Ion Izagirre       | Bahrain-Merida    | + 32 s          |
| 7.º | Jakob Fuglsang     | Astana            | + 32 s          |
| 8.º | Alberto Contador   | Trek-Segafredo    | + 32 s          |
| 9.º | Ilnur Zakarin      | Katusha-Alpecin   | + 32 s          |
| 10.º | Tony Gallopin      | Lotto-Soudal      | + 32 s          |

| \| Clasificación general \| Clasificación general \| Clasificación general \| Clasificación general \| Clasificación general \| \| Ciclista \| Ciclista \| Equipo \| Tiempo \| \| \| --------------------- \| --------------------- \| --------------------- \| --------------------- \| --------------------- \| \| 1.º \| Julian Alaphilippe \| Quick-Step Floors \| 21 h 58 min 22 s \| \| \| 2.º \| Tony Gallopin \| Lotto-Soudal \| + 36 s \| \| \| 3.º \| Sergio Luis Henao \| Team Sky \| + 46 s \| \| \| 4.º \| Gorka Izagirre \| Movistar Team \| + 57 s \| \| \| 5.º \| Daniel Martin \| Quick-Step Floors \| + 1 min 20 s \| \| \| 6.º \| Ilnur Zakarin \| Katusha-Alpecin \| + 1 min 31 s \| \| \| 7.º \| Alberto Contador \| Trek-Segafredo \| + 1 min 34 s \| \| \| 8.º \| Simon Yates \| Orica-Scott \| + 1 min 37 s \| \| \| 9.º \| Ion Izagirre \| Bahrain-Merida \| + 2 min 04 s \| \| \| 10.º \| Warren Barguil \| Team Sunweb \| + 3 min 08 s \| \| |                    |                   |                  |
| |                    |                   |                  |
| |                    |                   |                  |
| Clasificación general |                    |                   |                  |
| Ciclista | Ciclista           | Equipo            | Tiempo           |
| 1.º | Julian Alaphilippe | Quick-Step Floors | 21 h 58 min 22 s |
| 2.º | Tony Gallopin      | Lotto-Soudal      | + 36 s           |
| 3.º | Sergio Luis Henao  | Team Sky          | + 46 s           |
| 4.º | Gorka Izagirre     | Movistar Team     | + 57 s           |
| 5.º | Daniel Martin      | Quick-Step Floors | + 1 min 20 s     |
| 6.º | Ilnur Zakarin      | Katusha-Alpecin   | + 1 min 31 s     |
| 7.º | Alberto Contador   | Trek-Segafredo    | + 1 min 34 s     |
| 8.º | Simon Yates        | Orica-Scott       | + 1 min 37 s     |
| 9.º | Ion Izagirre       | Bahrain-Merida    | + 2 min 04 s     |
| 10.º | Warren Barguil     | Team Sunweb       | + 3 min 08 s     |

### 7.ª etapa
| Niza - Col de la Couillole | etapa de montaña | (177 km) |

| \| Clasificación de la etapa \| Clasificación de la etapa \| Clasificación de la etapa \| Clasificación de la etapa \| Clasificación de la etapa \| \| Ciclista \| Ciclista \| Equipo \| Tiempo \| \| \| ------------------------- \| ------------------------- \| ------------------------- \| ------------------------- \| ------------------------- \| \| 1.º \| Richie Porte \| BMC Racing Team \| 5 h 01 min 35 s \| \| \| 2.º \| Alberto Contador \| Trek-Segafredo \| + 21 s \| \| \| 3.º \| Daniel Martin \| Quick-Step Floors \| + 32 s \| \| \| 4.º \| Sergio Luis Henao \| Team Sky \| + 32 s \| \| \| 5.º \| Ion Izagirre \| Bahrain-Merida \| + 55 s \| \| \| 6.º \| Jakob Fuglsang \| Astana \| + 1 min 07 s \| \| \| 7.º \| Pierre Latour \| AG2R La Mondiale \| + 1 min 11 s \| \| \| 8.º \| Ilnur Zakarin \| Katusha-Alpecin \| + 1 min 21 s \| \| \| 9.º \| Marc Soler \| Movistar Team \| + 1 min 21 s \| \| \| 10.º \| Gorka Izagirre \| Movistar Team \| + 1 min 21 s \| \| |                   |                   |                 |
| |                   |                   |                 |
| |                   |                   |                 |
| Clasificación de la etapa |                   |                   |                 |
| Ciclista | Ciclista          | Equipo            | Tiempo          |
| 1.º | Richie Porte      | BMC Racing Team   | 5 h 01 min 35 s |
| 2.º | Alberto Contador  | Trek-Segafredo    | + 21 s          |
| 3.º | Daniel Martin     | Quick-Step Floors | + 32 s          |
| 4.º | Sergio Luis Henao | Team Sky          | + 32 s          |
| 5.º | Ion Izagirre      | Bahrain-Merida    | + 55 s          |
| 6.º | Jakob Fuglsang    | Astana            | + 1 min 07 s    |
| 7.º | Pierre Latour     | AG2R La Mondiale  | + 1 min 11 s    |
| 8.º | Ilnur Zakarin     | Katusha-Alpecin   | + 1 min 21 s    |
| 9.º | Marc Soler        | Movistar Team     | + 1 min 21 s    |
| 10.º | Gorka Izagirre    | Movistar Team     | + 1 min 21 s    |

| \| Clasificación general \| Clasificación general \| Clasificación general \| Clasificación general \| Clasificación general \| \| Ciclista \| Ciclista \| Equipo \| Tiempo \| \| \| --------------------- \| --------------------- \| --------------------- \| --------------------- \| --------------------- \| \| 1.º \| Sergio Luis Henao \| Team Sky \| 27 h 01 min 15 s \| \| \| 2.º \| Daniel Martin \| Quick-Step Floors \| + 30 s \| \| \| 3.º \| Alberto Contador \| Trek-Segafredo \| + 31 s \| \| \| 4.º \| Gorka Izagirre \| Movistar Team \| + 1 min 00 s \| \| \| 5.º \| Julian Alaphilippe \| Quick-Step Floors \| + 1 min 22 s \| \| \| 6.º \| Ilnur Zakarin \| Katusha-Alpecin \| + 1 min 34 s \| \| \| 7.º \| Ion Izagirre \| Bahrain-Merida \| + 1 min 41 s \| \| \| 8.º \| Tony Gallopin \| Lotto-Soudal \| + 3 min 22 s \| \| \| 9.º \| Warren Barguil \| Team Sunweb \| + 4 min 07 s \| \| \| 10.º \| Simon Yates \| Orica-Scott \| + 4 min 39 s \| \| |                    |                   |                  |
| |                    |                   |                  |
| |                    |                   |                  |
| Clasificación general |                    |                   |                  |
| Ciclista | Ciclista           | Equipo            | Tiempo           |
| 1.º | Sergio Luis Henao  | Team Sky          | 27 h 01 min 15 s |
| 2.º | Daniel Martin      | Quick-Step Floors | + 30 s           |
| 3.º | Alberto Contador   | Trek-Segafredo    | + 31 s           |
| 4.º | Gorka Izagirre     | Movistar Team     | + 1 min 00 s     |
| 5.º | Julian Alaphilippe | Quick-Step Floors | + 1 min 22 s     |
| 6.º | Ilnur Zakarin      | Katusha-Alpecin   | + 1 min 34 s     |
| 7.º | Ion Izagirre       | Bahrain-Merida    | + 1 min 41 s     |
| 8.º | Tony Gallopin      | Lotto-Soudal      | + 3 min 22 s     |
| 9.º | Warren Barguil     | Team Sunweb       | + 4 min 07 s     |
| 10.º | Simon Yates        | Orica-Scott       | + 4 min 39 s     |

### 8.ª etapa
| Niza - Niza | etapa de media montaña | (115,5 km) |

| \| Clasificación de la etapa \| Clasificación de la etapa \| Clasificación de la etapa \| Clasificación de la etapa \| Clasificación de la etapa \| \| Ciclista \| Ciclista \| Equipo \| Tiempo \| \| \| ------------------------- \| ------------------------- \| ------------------------- \| ------------------------- \| ------------------------- \| \| 1.º \| David de la Cruz \| Quick-Step Floors \| 2 h 48 min 53 s \| \| \| 2.º \| Alberto Contador \| Trek-Segafredo \| + 0 s \| \| \| 3.º \| Marc Soler \| Movistar Team \| + 5 s \| \| \| 4.º \| Sonny Colbrelli \| Bahrain-Merida \| + 21 s \| \| \| 5.º \| Julian Alaphilippe \| Quick-Step Floors \| + 21 s \| \| \| 6.º \| Michael Matthews \| Team Sunweb \| + 21 s \| \| \| 7.º \| Diego Ulissi \| UAE Team Emirates \| + 21 s \| \| \| 8.º \| Gorka Izagirre \| Movistar Team \| + 21 s \| \| \| 9.º \| Arnold Jeannesson \| Fortuneo-Vital Concept \| + 21 s \| \| \| 10.º \| Lilian Calmejane \| Direct Énergie \| + 21 s \| \| |                    |                        |                 |
| |                    |                        |                 |
| |                    |                        |                 |
| Clasificación de la etapa |                    |                        |                 |
| Ciclista | Ciclista           | Equipo                 | Tiempo          |
| 1.º | David de la Cruz   | Quick-Step Floors      | 2 h 48 min 53 s |
| 2.º | Alberto Contador   | Trek-Segafredo         | + 0 s           |
| 3.º | Marc Soler         | Movistar Team          | + 5 s           |
| 4.º | Sonny Colbrelli    | Bahrain-Merida         | + 21 s          |
| 5.º | Julian Alaphilippe | Quick-Step Floors      | + 21 s          |
| 6.º | Michael Matthews   | Team Sunweb            | + 21 s          |
| 7.º | Diego Ulissi       | UAE Team Emirates      | + 21 s          |
| 8.º | Gorka Izagirre     | Movistar Team          | + 21 s          |
| 9.º | Arnold Jeannesson  | Fortuneo-Vital Concept | + 21 s          |
| 10.º | Lilian Calmejane   | Direct Énergie         | + 21 s          |

## Clasificaciones finales
- Las clasificaciones finalizaron de la siguiente forma:[4]

### Clasificación general
| \| Clasificación general \| Clasificación general \| Clasificación general \| Clasificación general \| Clasificación general \| \| Ciclista \| Ciclista \| Equipo \| Tiempo \| \| \| --------------------- \| --------------------- \| --------------------- \| --------------------- \| --------------------- \| \| 1.º \| Sergio Luis Henao \| Team Sky \| 29 h 50 min 29 s \| \| \| 2.º \| Alberto Contador \| Trek-Segafredo \| + 2 s \| \| \| 3.º \| Daniel Martin \| Quick-Step Floors \| + 30 s \| \| \| 4.º \| Gorka Izagirre \| Movistar Team \| + 1 min 00 s \| \| \| 5.º \| Julian Alaphilippe \| Quick-Step Floors \| + 1 min 22 s \| \| \| 6.º \| Ilnur Zakarin \| Katusha-Alpecin \| + 1 min 34 s \| \| \| 7.º \| Ion Izagirre \| Bahrain-Merida \| + 1 min 41 s \| \| \| 8.º \| Warren Barguil \| Team Sunweb \| + 4 min 07 s \| \| \| 9.º \| Simon Yates \| Orica-Scott \| + 4 min 39 s \| \| \| 10.º \| Tony Gallopin \| Lotto-Soudal \| + 9 min 14 s \| \| |                    |                   |                  |
| |                    |                   |                  |
| Fuente: ProCyclingStats |                    |                   |                  |
| Clasificación general |                    |                   |                  |
| Ciclista | Ciclista           | Equipo            | Tiempo           |
| 1.º | Sergio Luis Henao  | Team Sky          | 29 h 50 min 29 s |
| 2.º | Alberto Contador   | Trek-Segafredo    | + 2 s            |
| 3.º | Daniel Martin      | Quick-Step Floors | + 30 s           |
| 4.º | Gorka Izagirre     | Movistar Team     | + 1 min 00 s     |
| 5.º | Julian Alaphilippe | Quick-Step Floors | + 1 min 22 s     |
| 6.º | Ilnur Zakarin      | Katusha-Alpecin   | + 1 min 34 s     |
| 7.º | Ion Izagirre       | Bahrain-Merida    | + 1 min 41 s     |
| 8.º | Warren Barguil     | Team Sunweb       | + 4 min 07 s     |
| 9.º | Simon Yates        | Orica-Scott       | + 4 min 39 s     |
| 10.º | Tony Gallopin      | Lotto-Soudal      | + 9 min 14 s     |

### Clasificación por puntos
| Clasificación por puntos | Clasificación por puntos | Clasificación por puntos | Clasificación por puntos | Clasificación por puntos |
| Ciclista                 | Ciclista                 | Equipo                   | Puntos                   |                          |
| ------------------------ | ------------------------ | ------------------------ | ------------------------ | ------------------------ |
| 1.º                      | Julian Alaphilippe       | Quick-Step Floors        | 42 pts                   |                          |
| 2.º                      | Alberto Contador         | Trek-Segafredo           | 41 pts                   |                          |
| 3.º                      | John Degenkolb           | Trek-Segafredo           | 30 pts                   |                          |
| 4.º                      | Michael Matthews         | Team Sunweb              | 28 pts                   |                          |
| 5.º                      | Richie Porte             | BMC Racing Team          | 25 pts                   |                          |
| 6.º                      | Sergio Luis Henao        | Team Sky                 | 25 pts                   |                          |
| 7.º                      | Sonny Colbrelli          | Bahrain-Merida           | 24 pts                   |                          |
| 8.º                      | André Greipel            | Lotto-Soudal             | 23 pts                   |                          |
| 9.º                      | David de la Cruz         | Quick-Step Floors        | 22 pts                   |                          |
| 10.º                     | Daniel Martin            | Quick-Step Floors        | 20 pts                   |                          |

### Clasificación por equipos
| Clasificación por equipos | Clasificación por equipos    | Clasificación por equipos | Clasificación por equipos |
| Equipo                    | Equipo                       | Tiempo                    |                           |
| ------------------------- | ---------------------------- | ------------------------- | ------------------------- |
| 1.º                       | Quick-Step Floors            | 89 h 43 min 48 s          |                           |
| 2.º                       | Sky                          | + 19 min 57 s             |                           |
| 3.º                       | Movistar Team                | + 35 min 55 s             |                           |
| 4.º                       | Trek-Segafredo               | + 41 min 59 s             |                           |
| 5.º                       | Team Sunweb                  | + 49 min 35 s             |                           |
| 6.º                       | Lotto-Soudal                 | + 53 min 11 s             |                           |
| 7.º                       | Bahrain-Merida               | + 55 min 33 s             |                           |
| 8.º                       | Orica-Scott                  | + 1 h 04 min 53 s         |                           |
| 9.º                       | BMC Racing Team              | + 1 h 16 min 48 s         |                           |
| 10.º                      | Delko Marseille Provence KTM | + 1 h 18 min 56 s         |                           |

## Evolución de las clasificaciones
| Etapa                   | Vencedor                | Clasificación general | Clasificación por puntos | Clasificación de la montaña | Clasificación de los jóvenes | Clasificación por equipos |
| ----------------------- | ----------------------- | --------------------- | ------------------------ | --------------------------- | ---------------------------- | ------------------------- |
| 1.ª                     | Arnaud Démare           | Arnaud Démare         | Arnaud Démare            | Romain Hardy                | Julian Alaphilippe           | Quick-Step Floors         |
| 2.ª                     | Sonny Colbrelli         | Arnaud Démare         | Arnaud Démare            | Romain Hardy                | Julian Alaphilippe           | Quick-Step Floors         |
| 3.ª                     | Sam Bennett             | Arnaud Démare         | Arnaud Démare            | Romain Hardy                | Julian Alaphilippe           | Quick-Step Floors         |
| 4.ª                     | Julian Alaphilippe      | Julian Alaphilippe    | Julian Alaphilippe       | Romain Hardy                | Julian Alaphilippe           | Quick-Step Floors         |
| 5.ª                     | André Greipel           | Julian Alaphilippe    | Arnaud Démare            | Romain Hardy                | Julian Alaphilippe           | Quick-Step Floors         |
| 6.ª                     | Simon Yates             | Julian Alaphilippe    | Arnaud Démare            | Axel Domont                 | Julian Alaphilippe           | Quick-Step Floors         |
| 7.ª                     | Richie Porte            | Sergio Henao          | Julian Alaphilippe       | Lilian Calmejane            | Julian Alaphilippe           | Quick-Step Floors         |
| 8.ª                     | David de la Cruz        | Sergio Henao          | Julian Alaphilippe       | Lilian Calmejane            | Julian Alaphilippe           | Quick-Step Floors         |
| Clasificaciones finales | Clasificaciones finales | Sergio Henao          | Julian Alaphilippe       | Lilian Calmejane            | Julian Alaphilippe           | Quick-Step Floors         |

## UCI World Ranking
La París-Niza otorga puntos para el UCI WorldTour 2017 y el UCI World Ranking, este último para corredores de los equipos en las categorías UCI ProTeam, Profesional Continental y Equipos Continentales. Las siguientes tablas son el baremo de puntuación y los corredores que obtuvieron puntos:
| Posición              | 1.ª | 2.ª | 3.ª | 4.ª | 5.ª | 6.ª | 7.ª | 8.ª | 9.ª | 10.ª |
| Clasificación general | 500 | 400 | 325 | 275 | 225 | 175 | 150 | 125 | 100 | 85   |
| Por etapa             | 60  | 25  | 10  |     |     |     |     |     |     |      |
| Líder                 | 10  |     |     |     |     |     |     |     |     |      |

| Clasificación | Clasificación      | Clasificación     | Clasificación | Clasificación | Clasificación | Clasificación |
| Posición      | Ciclista           | Equipo            | General       | Etapa         | Líder         | Total         |
| ------------- | ------------------ | ----------------- | ------------- | ------------- | ------------- | ------------- |
| 1.º           | Sergio Luis Henao  | Sky               | 500           | 25            | 10            | 535           |
| 2.º           | Alberto Contador   | Trek-Segafredo    | 400           | 75            | -             | 475           |
| 3.º           | Julian Alaphilippe | Quick-Step Floors | 225           | 85            | 30            | 340           |
| 4.º           | Daniel Martin      | Quick-Step Floors | 325           | 10            | -             | 335           |
| 5.º           | Gorka Izagirre     | Movistar          | 275           | -             | -             | 275           |
| 6.º           | Ilnur Zakarin      | Katusha-Alpecin   | 175           | -             | -             | 175           |
| 7.º           | Simon Yates        | Orica-Scott       | 100           | 60            | -             | 160           |
| 8.º           | Ion Izagirre       | Bahrain Merida    | 150           | -             | -             | 150           |
| 9.º           | Richie Porte       | BMC Racing        | 70            | 70            | -             | 140           |
| 10.º          | Warren Barguil     | Sunweb            | 125           | -             | -             | 125           |